# Hispa waiensis
Hispa waiensis es una especie de insecto coleóptero de la familia Chrysomelidae, descrita en 2007 por Borowiec & Swietojanska.